# Vranov nad Topľou
Vranov nad Topľou é uma cidade da Eslováquia, situada no distrito de Vranov nad Topľou, na região de Prešov. Tem 34,36 km² de área e sua população em 2018 foi estimada em 22.465 habitantes.

## Demografia
| Ano:        | 1994   | 2004   | 2014   | 2024    |
| ----------- | ------ | ------ | ------ | ------- |
| Broj ljudi: | 23 900 | 23 036 | 22 898 | 20 262  |
| Razlika:    |        | -3,61% | -0,59% | -11,51% |

| Ano:               | 2023   | 2024   |
| ------------------ | ------ | ------ |
| Número de pessoas: | 20 488 | 20 262 |
| Diferença:         |        | -1,10% |